# Рейн-Эрфт
Рейн-Эрфт (нем. Rhein-Erft) — район в Германии. Центр района — город Бергхайм. Район входит в землю Северный Рейн-Вестфалия. Подчинён административному округу Кёльн. Занимает площадь 705 км². Население — 463,7 тыс. чел. (2010). Плотность населения — 658 человек/км².
Официальный код района — 05 3 62.
Район подразделяется на 10 общин.

## Города и общины
1. Керпен (64 586)
2. Бергхайм (62 304)
3. Хюрт (57 647)
4. Пульхайм (53 708)
5. Эрфтштадт (50 572)
6. Фрехен (49 673)
7. Брюль (44 179)
8. Весселинг (35 086)
9. Бедбург (24 786)
10. Эльсдорф (21 146)

(30 июня 2010)

## Достопримечательности
- Паффендорф — старинный замок в городе Бергхайм.